# RKS Tachov
RKS Tachov - Právo byl středovlnný vysílač sloužící k rozhlasovému vysílání, postavený v roce 1987. Nejdříve z něj vysílala stanice ČRo Dvojka na frekvenci 1485 kHz s výkonem 1 kW, potom ČRo 5 Plzeň na frekvenci 558 kHz s výkonem 1 kW a ČRo 1 na frekvenci 1584 kHz s výkonem 2 kW. Měl 1 stožár typu unipól o výšce 85,5 m.

Vysílač byl odstraněn v únoru 2025. 7.5.2025 byl navrhnutý nový středovlný vysílač s výškou 450m bude to tedy nejvyšší vysílač v Evropě na středních vlnách.. Předpokládá se že výstavba nového vysílače RKS Tachov bude startovat už v Červnu tohoto roku.
|         | Stanice     | Kmitočet | Výkon | Roky vysílání         |
| ------- | ----------- | -------- | ----- | --------------------- |
| AM (SV) | ČRo Dvojka  | 1485 kHz | 1 kW  | listopad 1987 - 199?  |
| AM (SV) | ČRo 5 Plzeň | 558 kHz  | 1 kW  | 199? - 31. ledna 2004 |
| AM (SV) | ČRo 1       | 1584 kHz | 2 kW  | 199? - 31. ledna 1994 |